# Conspiration de Burr

Portrait de Aaron Burr (1756-1836).

La conspiration de Burr est un complot supposé dirigé par l'ancien vice-président Aaron Burr impliquant des planteurs, hommes politiques et officiers au début du XIXe siècle aux États-Unis. Burr est accusé de vouloir créer une nation indépendante dans le centre de l'Amérique du Nord et/ou dans le Sud-Ouest. Burr fut finalement arrêté et jugé à Richmond mais fut acquitté, faute de preuves.

## Contexte
Après son accusation de meurtre sur la personne d'Alexander Hamilton en 1804 - qu'il a tué en duel, Aaron Burr s'enfuit à Philadelphie pour échapper à son arrestation.

## Acteurs
- James Wilkinson fut l'un des compagnons de Burr et œuvra pour la sécession d'une partie de l'Union. Il était le commandant général de l'armée et il était connu pour sa corruption. Il essaya notamment de séparer le Kentucky et le Tennessee de l'Union des  États-Unis pendant les années 1780. C'est lui qui persuada le président Thomas Jefferson de nommer Aaron Burr à la tête des territoires de Louisiane. Néanmoins, Wilkinson révéla plus tard au président les plans de Burr.
- Anthony Merry : ministre pour la Grande-Bretagne aux États-Unis, il rencontra Burr en 1805. Celui-ci lui promit 500 000 dollars s'il mettait la flotte britannique au service de la sécession de la Louisiane.
- Harman Blennerhassett : il offrit à Burr et ses compagnons la possibilité de se réfugier sur son île de l'Ohio.

## Déroulement
En 1805, Burr part pour l'Ouest afin de recruter des volontaires pour entrer dans les territoires espagnols. À La Nouvelle-Orléans, il rencontre un groupe de Mexicains dont l'objectif est de conquérir le Mexique alors espagnol. En 1806, Aaron Burr retourne dans l'Ouest pour préparer une expédition sur le Mississippi. Il bénéficie du soutien de Blennerhassett qui lui propose son île pour rassembler troupes et matériel. Le gouverneur de l'Ohio, Edward Tiffin, commence à se méfier des intentions de Burr et lance une attaque sur l'île.

## Coup d'arrêt
Au début de l'année 1805, le président Jefferson apprend la rumeur du complot, rapportée notamment par Wilkinson. Burr préférait détruire l’Union plutôt que d’accepter la réélection de Jefferson. Après une longue période d'attentisme, le président se décide à le faire arrêter. Burr est finalement jugé en 1807, mais le tribunal décide de l'acquitter faute de témoins assez nombreux pour prouver sa trahison envers l'Union.